# Keitai
Keitai, född 450, död 531, var regerande kejsare av Japan mellan 507 och 531.